# Borås djurpark

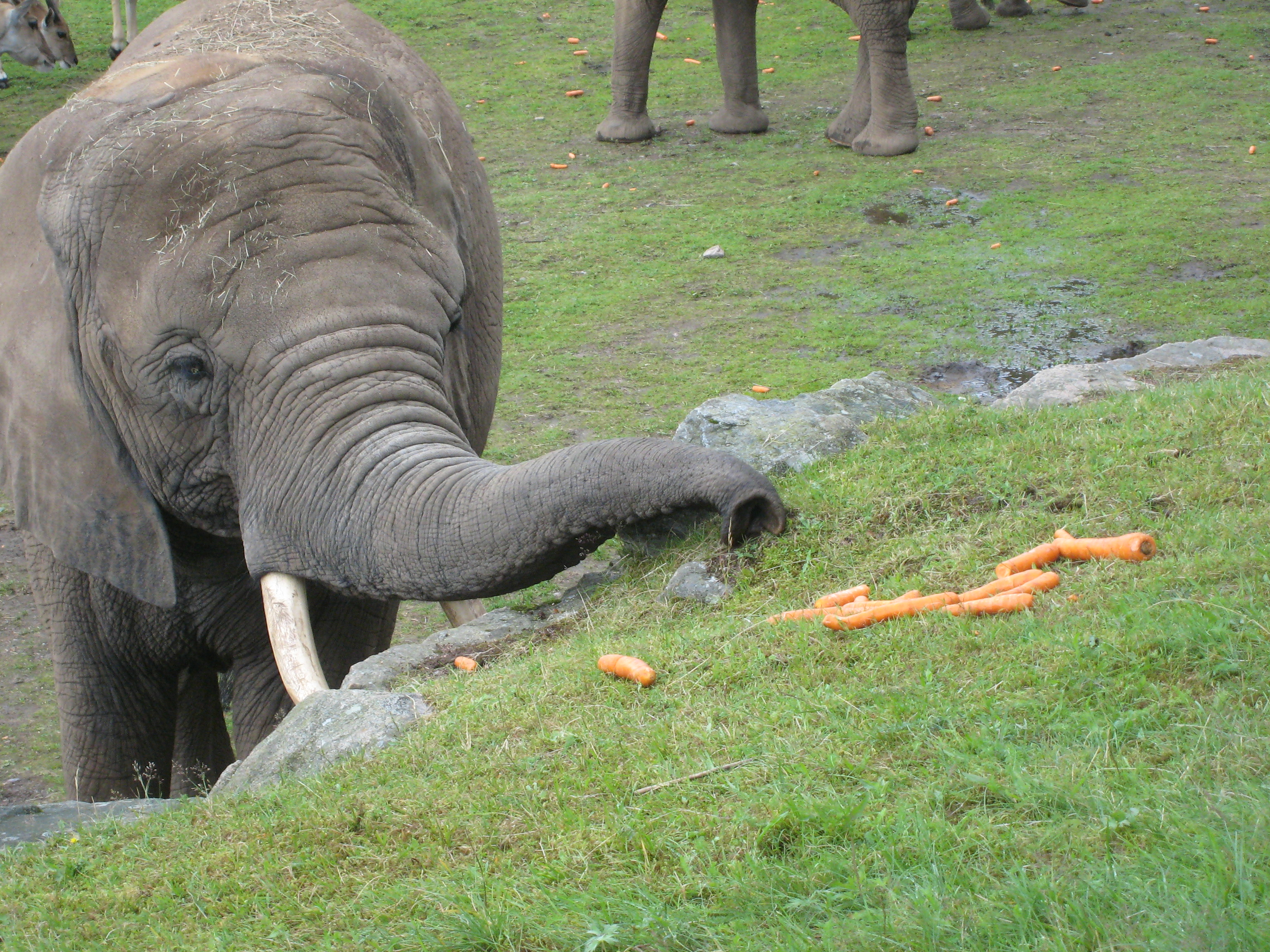
Elefanttjuren Kibo i Borås Djurpark, 2007

Borås djurpark är en 40 hektar stor djurpark, anlagd 1962 i norra delen av centrala Borås. Den profilerar sig som Sveriges första Afrika med sina 50 års erfarenhet. Idag finns närmare 600 djur av ungefär 65 olika arter i parken. Parken är medlem i Svenska Djurparksföreningen (SDF).

## Historik och utformning
Djurparken grundades av Sigvard Berggren och den första invånaren var lejonet Simba, som Berggren tidigt gav ut en bok om, Simba - mitt lejon, i Afrika, i Tosseryd, vid filmen (1960). Detta lejon medverkade även i Nils Poppe-filmen Lejon på stan (1959). Simba skänktes efter sin död till Göteborgs Naturhistoriska museum där han finns uppstoppad utanför däggdjurssalen vid den ursprungliga entrén.
Djurparken var tidigt ute med att visa upp flera arter tillsammans på "Savannen" och "Asiaten". Dessutom var en grundtanke att så få galler som möjligt skulle skilja besökare och djur åt. Istället används nivåskillnader och vatten på många ställen som hinder.
Sveriges enda afrikanska elefanter finns här och djurparken är känd för sin framgångsrika gepardavel. År 2010 fick till exempel gepardhonan Luanga en rekordstor kull på åtta ungar. Samma år kläcktes en flamingokyckling för första gången i djurparkens historia. En ny björnanläggning invigdes också. Den är 14 000 kvadratmeter stor och har en stor sjö för björnarna att bada i. Tre meter upp finns en trätrottoar för åskådare.
Naturfotografen Jan Lindblads tigrar, Lillan och Rani, vistades under en tid i djurparken.

## Djuren i Borås djurpark
| - Lejon - Gepard - Afrikansk vildhund - Hyena - Brunbjörn - Lodjur - Järv | - Savannelefant - Trubbnoshörning - Giraff - Elandantilop - Afrikansk buffel - Grants zebra - Bongo (antilop) - Bläsbock - Visent | - Schimpans - Orangutang - Lar (gibbon) - Bomullshuvudtamarin - Röd panda - Sebramangust - Sydafrikansk pälssäl - Gråsäl | - Struts - Större flamingo - Savanntoko - Hjälmpärlhöna - Humboldtpingvin - Påfågel - Egyptisk landsköldpadda - Kungspyton |

Det finns även bondgårdsdjur som väneko, häst, får, get, anka och gris.

## Bildgalleri

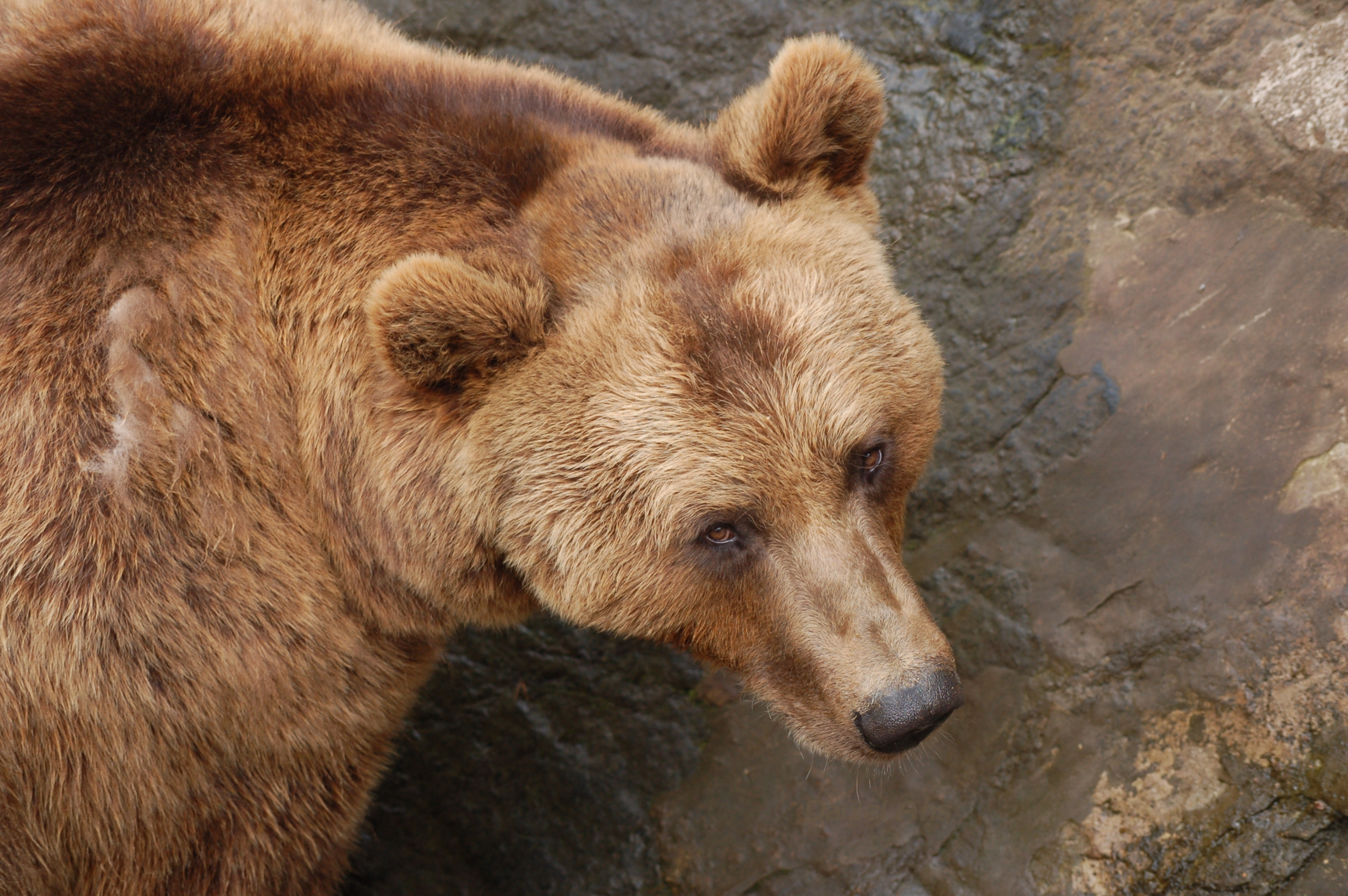
Björn
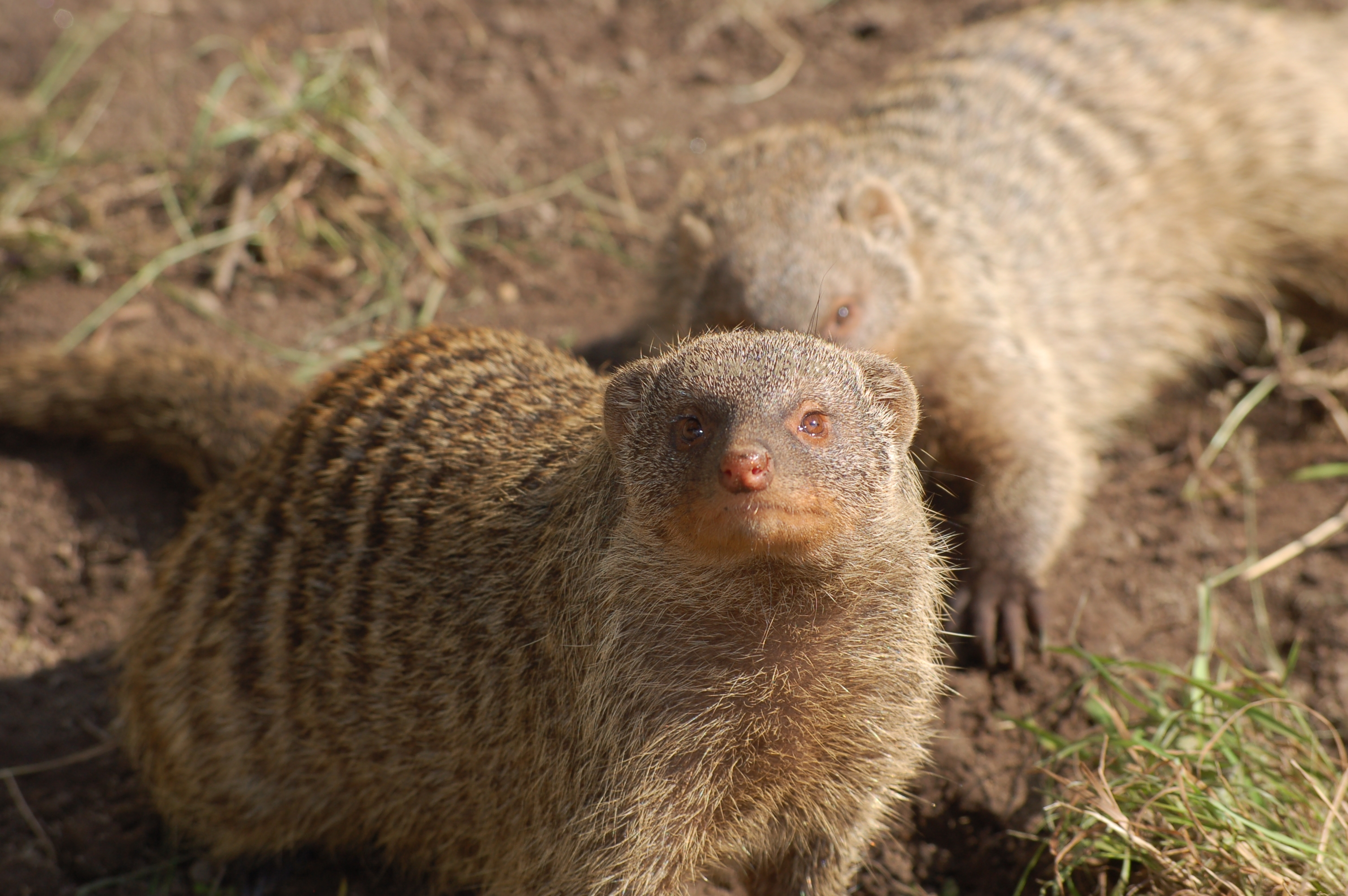
Sebramangust
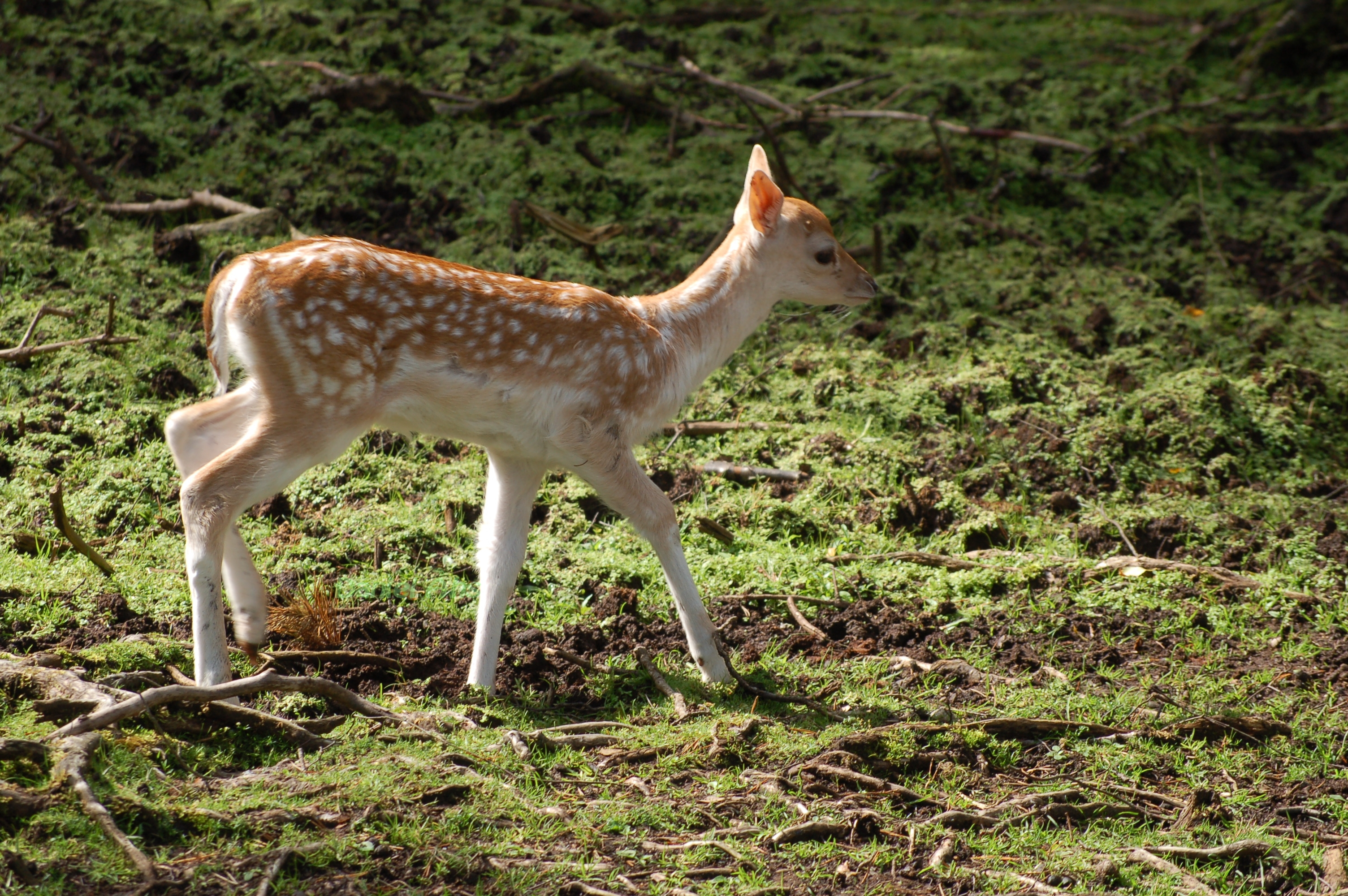
Dovhjortskalv
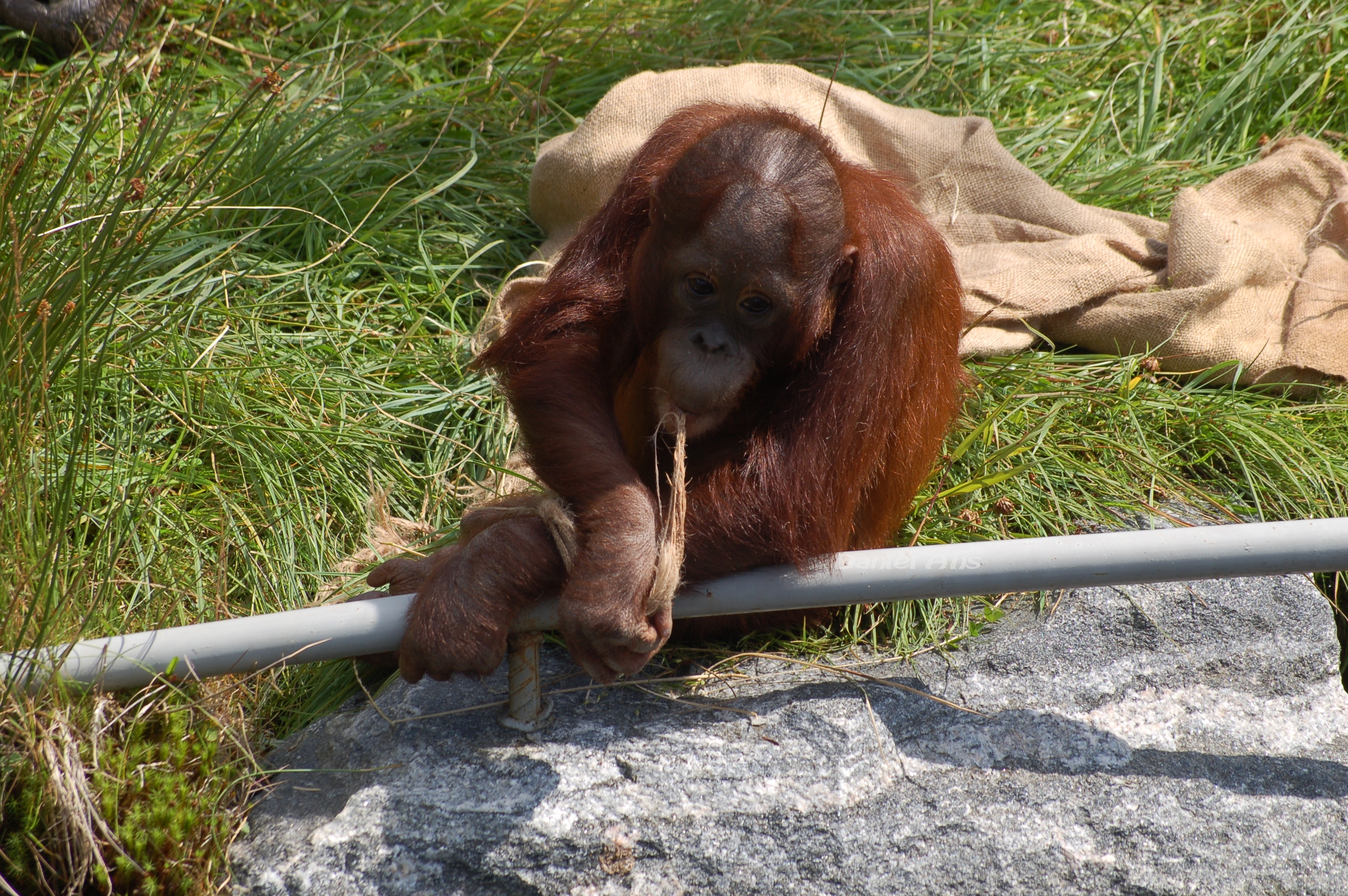
Orangutangunge

## Omgivningar
I anslutning till denna stora anläggning ligger Folkets Parks dansbanor med både inomhus- och utomhusscen. Här finns också en minigolfbana, en nöjespark och möjlighet till utomhusbad i Alidebergsbadet. Längs Viskan finns dessutom en stor campingplats, med diverse aktiviteter.

## Ekonomi
Djurparken har i många år gått med underskott, vilket finansierats med hjälp av koncernbidrag i moderbolaget Borås Stadshus AB.

### Fotnoter
1. 1 2  ”Djurparken - Borås djurpark”. Arkiverad från originalet den 9 februari 2017. https://web.archive.org/web/20170209080023/http://www.boraszoo.se/djurparken/. Läst 11 mars 2017.
2. ↑  ”Svenska Djurparksföreningen - Medlemmar”. http://svenska-djurparksforeningen.nu/medlemmar/. Läst 11 mars 2017.
3. ↑  Foldern Det hände i Borås; Borås Stads verksamheter och resultat under 2010. Produktion: Stadskansliet, Borås Stad (2011).
4. ↑  ”Borås Minigolfklubb”. IdrottOnline Klubb. Arkiverad från originalet den 16 juli 2012. https://web.archive.org/web/20120716171622/http://www1.idrottonline.se/default.aspx?id=24558.
5. ↑  ”Borås Camping”. Arkiverad från originalet den 14 april 2011. https://web.archive.org/web/20110414030021/http://www.borascamping.com/. Läst 27 april 2011.